# Elaeocarpus harunii
Elaeocarpus harunii är en tvåhjärtbladig växtart som beskrevs av Mark James Coode. Elaeocarpus harunii ingår i släktet Elaeocarpus och familjen Elaeocarpaceae. Inga underarter finns listade i Catalogue of Life.